# Ján Halász
Ján Halász, též János Halász (* 15. listopadu 1928), je bývalý slovenský a československý politik Komunistické strany Slovenska maďarské národnosti a poúnorový poslanec Národního shromáždění ČSSR a Sněmovny lidu Federálního shromáždění.

## Biografie
Ve volbách roku 1964 byl zvolen za KSS do Národního shromáždění ČSSR za Západoslovenský kraj. V Národním shromáždění zasedal až do konce volebního období parlamentu v roce 1968. Patřil mezi 10 etnických Maďarů zvolených v roce 1964 do Národního shromáždění. V roce 1965 jako zástupce jižních okresů Slovenska řešil situaci po katastrofálních povodních onoho roku.
K roku 1968 se profesně uvádí jako předseda JZD z obvodu Hurbanovo.
Po federalizaci Československa usedl roku 1969 do Sněmovny lidu Federálního shromáždění (volební obvod Hurbanovo), kde setrval do konce volebního období, tedy do voleb v roce 1971.

## Výstavy
- Neúprosné světlo. Sociální fotografie v meziválečném Československu. 14. 9. – 28. 10. 2012. Autoři: Karol Aufricht / Irena Blühová / Karel Hájek / Ján Halász / Tibor Honty / Josef Kubín / Ilja Jozef Marko / Sergej Protopopov / Oldřich Straka / Viliam Tóth / Josef Zeman, Galerie Leica, Praha.